# Нега Уберой
Нега Уберой (англ. Neha Uberoi; нар. 6 лютого 1986) — колишня американська тенісистка.
Найвищу одиночну позицію світового рейтингу — 196 місце досягла 29 січня 2007, парну — 107 місце — 22 травня 2006 року.
Найвищим досягненням на турнірах Великого шолома було 2 коло в парному розряді.
Завершила кар'єру 2010 року.

## Фінали Туру WTA

### Парний розряд (0–2)
| Перемога – Легенда (до/після 2009)     |
| -------------------------------------- |
| Турніри Великого шлему турніри         |
| Турніри Туру WTA                       |
| Tier I / Premier Mandatory & Premier 5 |
| Tier II / Premier                      |
| Tier III, IV & V / International       |

| Результат | Ранг | Дата            | Турнір                                    | Покриття | Партнерка   | Суперниці у фіналі                     | Рахунок у фіналі |
| --------- | ---- | --------------- | ----------------------------------------- | -------- | ----------- | -------------------------------------- | ---------------- |
| Поразка   | 1.   | 25 вересня 2005 | Sunfeast Open, Колката, Індія             | Тверде   | Шіха Уберой | Олена Лиховцева Анастасія Мискіна      | 1–6, 0–6         |
| Поразка   | 2.   | 2 жовтня 2005   | Guangzhou International Women's Open, КНР | Тверде   | Шіха Уберой | Марія Елена Камерін Еммануель Гальярді | 6–7(5–7), 3–6    |

## Фінали ITF (0-4)

### Одиночний розряд (0–1)
| Легенда          |
| ---------------- |
| турніри $100,000 |
| турніри $75,000  |
| турніри $50,000  |
| турніри $25,000  |
| турніри $10,000  |

| Фінали за покриттям |
| ------------------- |
| Тверде (0–1)        |
| Ґрунт (0–0)         |
| Трава (0–0)         |
| Килим (0–0)         |

| Результат | Ранг | Дата           | Турнір         | Покриття | Суперниця   | Рахунок  |
| --------- | ---- | -------------- | -------------- | -------- | ----------- | -------- |
| Поразка   | 1.   | 20 червня 2004 | Форт-Верт, США | Тверде   | Шіха Уберой | 1–6, 2–6 |

### Парний розряд (0–3)
| Легенда          |
| ---------------- |
| турніри $100,000 |
| турніри $75,000  |
| турніри $50,000  |
| турніри $25,000  |
| турніри $15,000  |
| турніри $10,000  |

| Фінали за покриттям |
| ------------------- |
| Тверде (0–3)        |
| Ґрунт (0–0)         |
| Трава (0–0)         |
| Килим (0–0)         |

| Результат | Ранг | Дата           | Турнір              | Покриття | Партнерка       | Суперниці                | Рахунок            |
| --------- | ---- | -------------- | ------------------- | -------- | --------------- | ------------------------ | ------------------ |
| Поразка   | 1.   | 20 червня 2004 | Форт-Верт, США      | Тверде   | Шіха Уберой     | Ваня Кінг Енн Мелл       | 6–2, 3–6, 6–7(5–7) |
| Поразка   | 2.   | 8 жовтня 2006  | Трой (Алабама), США | Тверде   | Шанелль Схеперс | Ніколь Кріз Ліенн Бейкер | 7–6(7–1), 5–7, 3–6 |
| Поразка   | 3.   | 29 жовтня 2006 | Огаста, США         | Тверде   | Шанелль Схеперс | Ніколь Кріз Ліенн Бейкер | 6–7(3–7), 1–6      |